# Uloma ferreri
Uloma ferreri – gatunek chrząszcza z rodziny czarnuchowatych i podrodziny Tenebrioninae.
Gatunek ten opisany został po raz pierwszy w 2000 roku przez Wolfganga Schawallera na łamach „Stuttgarter Beiträge zur Naturkunde”. Jako lokalizację typową wskazano górę Tibang na Borneo. Epitet gatunkowy nadano na cześć koleopterologa Julia Ferrera.
Chrząszcz o ciele długości od 15 do 16,5 mm. Ubarwienie jest brązowe. Na grzbietowej powierzchni głowy u samca występuje przednia listewka z dwoma słabo zaznaczonymi guzkami oraz szorstko punktowane wgłębienie za nią.  Czułki u obu płci są jednakowo zbudowane. Warga dolna u samca cechuje się języczkiem z kilkoma rozproszonymi szczecinkami oraz pozbawioną szczecinek bródką ze słabo zaznaczonymi wgłębieniami nasadowo-bocznymi i słabym wciskiem pośrodkowym. Przedplecze u samca ma na przedzie wgłębienie pośrodkowe, tylną krawędź nieobrzeżoną, a punktowanie drobne i skąpe na dysku oraz grube i gęste we wgłębieniu. Pokrywy mają rzędy z punktami nieco szerszymi niż odcinki rowków między nimi, a międzyrzędy płaskie. Odwłok ma ostatni z widocznych sternitów pozbawiony obrzeżenia. Edeagus charakteryzuje się paramerami o długich, palcowatych częściach wierzchołkowych z na krótko rozszerzonymi szczytami.
Owad orientalny, znany z wyłącznie z indonezyjskiego Borneo Wschodniego. Spotykany na rzędnych od 1400 do 1700 m n.p.m.